# Madison (ciclismo)

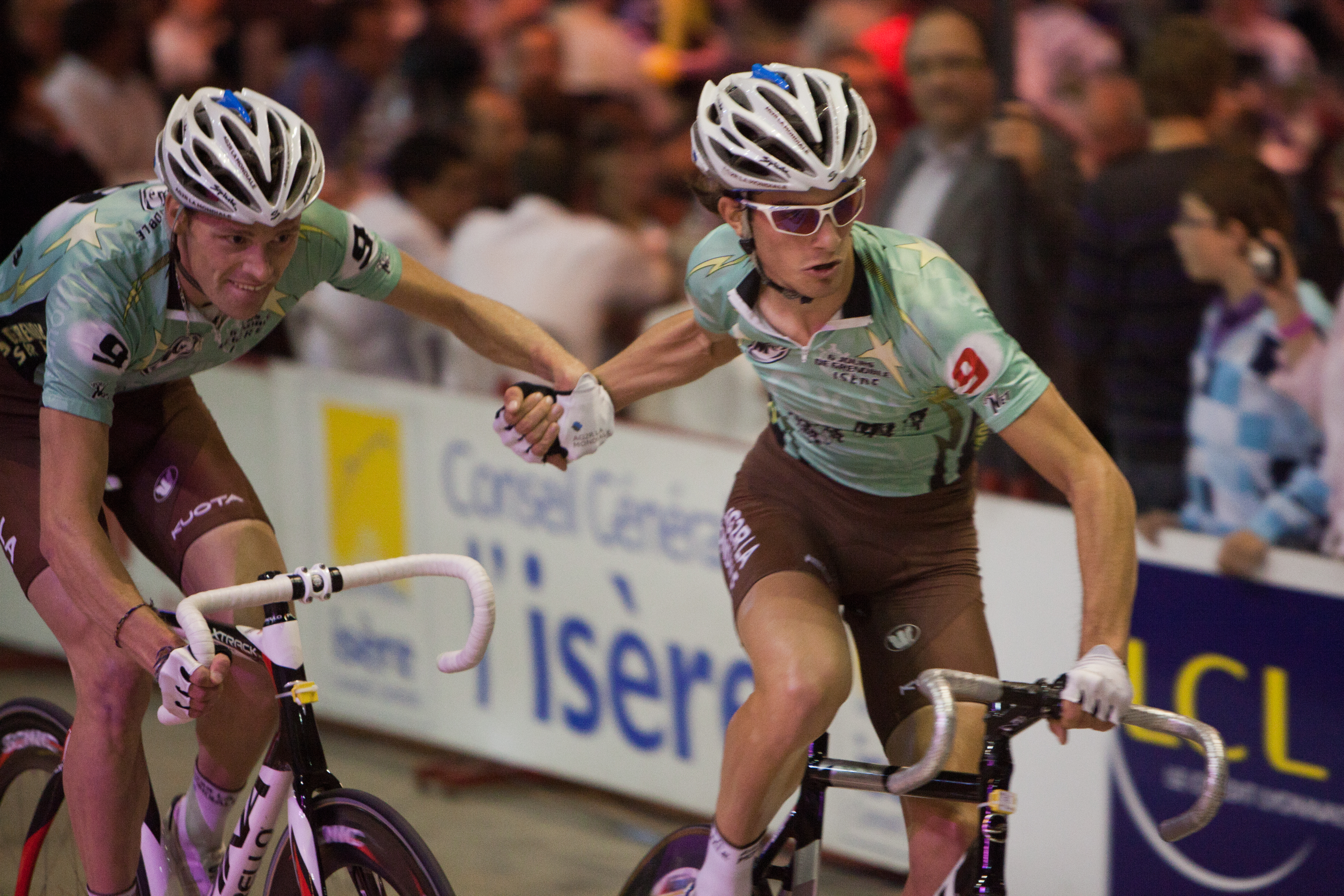
Um ciclista impulsiona o seu parceiro como um estilingue durante uma corrida de Madison

O Madison é um evento de corrida de revezamento no ciclismo de pista, nomeado após o primeiro Madison Square Garden, em Nova Iorque, e conhecido como "corrida americana" em francês (course à l'américaine) e em italiano e espanhol como Americana.

## A corrida
O Madison é uma corrida em que cada equipe deve completar mais voltas do que qualquer outra equipa. Os ciclistas de cada equipa se alternam durante a corrida, entregando ao outro membro, descansando e depois retornando à corrida. As equipas são geralmente de dois ciclistas, mas ocasionalmente de três. Apenas um membro da equipa está correndo a qualquer momento, e o ciclista substituto deve ser tocado antes que ele possa assumir o comando. O toque também pode ser um empurrão, geralmente no calção, ou um ciclista arremessando o outro na corrida com um estilingue.
A quantidade de tempo que cada atleta permanece na corrida é para cada equipa decidir. Originalmente, os ciclistas faziam algumas horas ou mais e o ciclista em repouso fazia um sono ou uma refeição. Isso foi mais fácil nas corridas de seis dias anteriores, porque as horas podiam passar sem que os corredores tentassem se afastar dos outros. À medida que as corridas se tornaram mais intensas, os dois ciclistas da equipa começaram a andar na pista ao mesmo tempo, um indo rápido na linha curta ao redor da parte inferior da pista e o outro em marcha lenta até à sua vez de assumir. Os seis dias modernos duram menos de doze horas por dia e a Madison agora é apenas uma parte em destaque, portanto, permanecer na pista o tempo todo é mais viável.
As posições empatadas são divididas por pontos concedidos para colocações em uma série de sprints em intervalos durante a corrida.
O Madison é uma característica das corridas de seis dias, mas também pode ser uma corrida separada, como nos Jogos Olímpicos. Possui campeonatos próprios e pilotos especializados. As corridas Madison sancionadas pela UCI têm uma distância total de 50 quilômetros (31 mi).

## História
O Madison começou como uma forma de contornar as leis aprovadas em Nova York nos EUA, com o objetivo de restringir o esgotamento dos ciclistas que participavam de corridas de seis dias.

O Brooklyn Daily Eagle citou: 
 O desgaste dos seus nervos e músculos e a perda de sono os tornam [tensos e irritados]. Se os seus desejos não são satisfeitos no momento, eles começam com uma cadeia de abusos. Nada lhes agrada. Esses surtos não incomodam os treinadores com experiência, pois eles entendem a condição em que os homens estão. 
 A condição incluía delírios e alucinações. Os ciclistas balançavam e frequentemente caíam. Mas os ciclistas eram frequentemente bem remunerados, principalmente porque mais pessoas vinham observá-los quando a sua condição piorava. Os promotores de Nova Iorque pagaram cinco mil dólares a Teddy Hale quando ele venceu em 1896, e ele ganhou "como um fantasma, seu rosto branco como um cadáver, os seus olhos não eram mais visíveis porque haviam se retirado para o crânio", como dizia um relatório.

O New York Times ciitou em 1897: 
 Uma competição atlética em que os participantes "ficam esquisitos" em suas cabeças e esforçam os seus poderes até que seus rostos se tornem hediondos com as torturas que os atormentam, não é desporto. É brutalidade. Dias e semanas de recuperação serão necessários para colocar os corredores do Garden em condição e é provável que alguns deles nunca se recuperem da tensão. 
 Alarmado, Nova Iorque e Illinois decidiram em 1898 que nenhum concorrente poderia competir por mais de doze horas por dia. O promotor do evento no Madison Square Garden, relutante em fechar o seu estádio por metade do dia, percebeu que dar a cada ciclista um parceiro com quem ele pudesse compartilhar a corrida significava que a corrida ainda poderia continuar 24 horas por dia, mas que nenhum piloto excederia o limite de doze horas. As velocidades aumentaram, as distâncias aumentaram, as multidões aumentaram, o dinheiro entrou. Onde Charlie Miller andava a 2,088 milhas (3,360 km) sozinho, o australiano Alf Goullet e um parceiro decente poderiam percorrer 2,790 milhas (4,490 km).
A velocidade média mais rápida conhecida de uma corrida masculina de Madison é 59,921 quilômetros por hora (37,233 mph), alcançada pela dupla australiana Sam Welsford e Leigh Howard, na Copa do Mundo de ciclismo em pista em Glasgow, Reino Unido, em 9 de novembro de 2019.

## As regras completas
As regras oficiais da Madison, tradicionalmente consideradas difíceis de seguir, são declaradas pela British Cycling, o Corpo Governante Britânico de Ciclismo: 
- As equipas devem ser de dois ou três ciclistas, vestindo as mesmas cores e número (nos Jogos Olímpicos e no Campeonato Mundial, os participantes competem em duplas).
- Deve haver um ciclista de cada equipa na corrida o tempo todo.
- Os pilotos podem se aliviar a qualquer momento durante a corrida.
- A troca deve ocorrer abaixo da linha de permanentes e o mais próximo possível da borda interna da pista.
- Os corredores aliviados devem assumir uma posição fora da linha de permanentes assim que possível e seguro.
- A troca deve ser feita por um ciclista nivelando com o outro e tocando para indicar alívio.
- O toque pode ser um empurrão ou manuseio.
- Os vencedores da corrida serão a equipa que mais voltas vencer as outras equipes.
- Se duas ou mais equipas estiverem na mesma volta, o resultado será determinado pela equipa que ganhou o maior número de pontos durante a corrida.
- Se houver igualdade de voltas e pontos, os vencedores serão a equipa mais bem colocada no sprint final.
- A corrida terminará quando a equipa líder tiver completado a distância.
- Os ciclistas com dobragem não precisam cumprir as voltas perdidas e devem ser colocados como tantas voltas atrás dos vencedores.
- Em momentos pré-determinados durante a corrida, haverá sprints por pontos, com as quatro primeiras equipas na linha ganhando 5, 3, 2 e 1 pontos, respectivamente.
- Um apito deve ser tocado para indicar uma volta antes do sprint.
- Um sino será tocado no início da última volta.
- As equipas que voltarem ao campo, após ganhar ou perder as voltas, serão elegíveis para pontos de sprint.
- Se um membro de uma equipa sofrer um furo ou um acidente, esse ciclista poderá voltar à corrida. No entanto, o seu parceiro deve voltar à corrida dentro de duas voltas cobertas pelo campo a partir do ponto em que o incidente ocorreu. O Chefe do Comissário irá emparelhar o piloto na corrida com outra equipa que esteja na mesma posição relativa na corrida. O ciclista entrará e sairá com o membro designado da outra equipa até que seu parceiro retorne à corrida.
- Qualquer equipa que se aposentar da corrida deverá informar imediatamente o Chefe do Comissário.
- As equipas podem ser disciplinadas perdendo pontos, perdendo voltas ou desqualificação.
- O Chefe do Comissário pode neutralizar uma corrida, caso seja necessário fazê-lo, como no caso de um acidente envolvendo várias equipas ou a pista se tornar insegura ou impraticável para uso.
- O comissário-chefe pode encerrar uma corrida antes da distância total, caso seja considerado essencial fazê-lo.
- O comissário-chefe pode retirar equipas que atrasam muitas voltas ou que, na sua opinião, podem constituir um perigo para outros pilotos.

## Jogos Olímpicos
O Madison foi um evento olímpico para homens em 2000, 2004 e 2008, mas foi abandonado antes das Olimpíadas de Londres de 2012, em parte por razões de igualdade, pois não havia corrida equivalente para as mulheres na época. No entanto, em junho de 2017, o Comitê Olímpico Internacional anunciou que a Madison seria adicionada ao programa olímpico dos Jogos Olímpicos de Verão de 2020.
Os Jogos de 2020 assistiram ao relançamento do evento Madison masculino, bem como a introdução do Madison feminino como evento olímpico pela primeira vez.